# Evolució sociocultural
L'evolució sociocultural és la teoria que intenta explicar com canvia una societat al llarg del temps. Pot ser una subdisciplina de la història, de la sociologia i l'antropologia i pren alguns dels supòsits de l'evolució biològica per justificar els canvis d'una cultura: la institució, norma social, idea, tecnologia o grup que afavoreix la conservació d'aquella civilització predomina i modifica la direcció del canvi de la comunitat.

## Evolució per estadis
La Il·lustració va encunyar la idea que la societat avança per estadis cap a un progrés i perfeccionament tècnic. Des d'un estadi de salvatgisme o societat primitiva, cada poble anava aprenent noves tecnologies que permetien resoldre les seves necessitats, conèixer millor el seu entorn i així avançar. Prenien la revolució científica i industrial com a exemple que havia col·locat Europa en una posició predominant. El colonialisme va accentuar aquesta dicotomia entre pobles avançats i pobles endarrerits, concepte molt criticat posteriorment pel seu etnocentrisme i perquè desembocava en una concepció de pobles superiors i inferiors sovint usada com a justificació d'idees titllades d'immorals (eugenèsia, explotació i esclavatge, genocidi).
Georg Wilhelm Friedrich Hegel va afirmar que la societat evolucionava segons el procés general de la dialèctica, tesi ampliada per Marx: un grup social es revolta contra un altre de dominant perquè han canviat les condicions de vida i provoca un canvi que albira una nova societat, en què aquest grup esdevé hegemònic fins que un altre inicia de nou el procés de revolta, en un estadi d'oposició.
Adam Smith se centrava també en les estructures de producció i afirmava que cada poble passava pels mateixos estadis: un estadi nòmada de caçadors recol·lectors, un estadi en què predomina l'agricultura i un darrer en què el comerç marca les relacions econòmiques. Aquest avenç econòmic portava aparellat un contracte social, segons Rousseau, que permetia la convivència, ja que en un estadi primitiu, l'individu podia ser un perill per al seu proïsme, com afirmava Hobbes.
Nicolas de Condorcet, analitzant la història d'Occident, dividia els estadis en 10: al primer cada persona vetlla per ella mateixa i el seu cercle, en primitives bandes; posteriorment descobreixen la ramaderia i esdevenen pastors; més endavant es tornen sedentaris en dominar l'agricultura i creixen els assentaments; apareix l'escriptura, que permet l'evolució cultural; en el cinquè estadi sorgeix la ciència (com a Grècia); posteriorment, s'assenta el model amb un petit retrocés (edat mitjana); llavors el contacte amb altres pobles permet engrandir la cosmovisió de la cultura dominant; la impremta permet la difusió massiva de les idees centrals de la civilització; es produeix un avenç decisiu de la ciència; desemboca tot en un període com la Revolució francesa, que fixa les bases per a la democràcia i el progrés.
Leslie White postulava que el principal indicador de canvi era l'ús d'una o altra energia per al creixement: tota societat es basa primer en l'energia de la força muscular, en un segon moment usa els animals com a ajuda, amplia per incloure l'energia del món vegetal, passa aleshores a la resta de recursos naturals i al final crea els seus propis models energètics, com per exemple l'energia nuclear.
Auguste Comte es va fixar més en les idees que en l'economia i va postular una evolució en tres estadis: teocràtic, metafísic i positiu. En el primer, els humans atribueixen allò que els passa a una divinitat superior (que evoluciona al seu torn des d'un animisme al politeisme i després cap al monoteisme). En el segon despersonalitzen la causalitat, però continua romanent una abstracció explicativa, que en l'estadi darrer, gràcies al positivisme i la visió científica, assoleix una justificació racional. Herbert Spencer, al seu torn, es va centrar en l'evolució política, afirmant que les societats amb més llibertat individual i menys intervencionisme estatal eren més avançades que les dictatorials.
L'estadi contemporani es definiria com a postindustrial o postmodern, en què predominen els serveis, la globalització i la possibilitat de crear mons artificials en la xarxa.

## Evolució no lineal
El model per estadis és lineal i únic, per la qual cosa molts pensadors van apostar per una evolució que pogués donar compte dels canvis en les societats regides per diferents patrons, de manera que s'admetés com a evolució models diferents a l'occidental. Émile Durkheim, per exemple, creia que les societats evolucionaven segons el vincle social: hi ha societats en què la solidaritat és només mecànica i d'altres, més avançades, en què hi ha un sentiment de pertinença comú i forts llaços de reciprocitat, independentment de la qüestió tecnològica. En un rol similar apareix l'obra de Ferdinand Tönnies.
Franz Boas va ser un dels crítics més destacats d'una evolució lineal: totes les societats d'un mateix període històric estan igual d'evolucionades, ja que totes s'han adaptat als canvis temporals i del medi i totes tenen un seguit de tradicions i canvis interns. Julian Steward, en la mateixa línia, assegurava que tots els pobles estaven igual d'evolucionats, ja que tots estaven adaptats al seu medi, en analogia amb les espècies vivents. Cada entorn requeria uns canvis que explicaven la diversitat cultural. En una línia més agosarada se situa la sociobiologia, que reclama una doble herència, biològica i cultural, per a l'ésser humà, regida pels mateixos mecanismes.
Vere Gordon Childe va aportar proves de les influències de la tecnologia africana i asiàtica al presumpte desenvolupament europeu, per mostrar que les interdependències mútues fan impossible parlar d'estadis evolutius, ja que per assolir una fita tècnica un poble ha de partir d'unes troballes d'altres comunitats que pertanyen a diferents models.
Marshall Sahlins va postular que existeix una tendència general en totes les societats, que és augmentar en complexitat, però que cada comunitat tria el seu propi camí i que no es poden comparar en termes de rang. John Naisbitt igualment pensava que hi havia tendències globals a cada època que feien canviar tots els països, però cadascun amb una adaptació local. Aquestes macrotendències s'han multiplicat gràcies a Internet, que permet conèixer què passa arreu.
Alguns teòrics, analitzant el canvi de poder, que fa que en cada període hi hagi una superpotència, argüeixen que l'evolució es produeix per les relacions mundials entre centre i perifèria. Una comunitat esdevé central i influeix al seu voltant, sigui perquè domina els veïns o perquè els altres volen imitar-la. La zona d'influència és cada cop més àmplia per la millora de les comunicacions. Les oscil·lacions entre qui és el centre en cada moment fan evolucionar les societats, sense que hi hagi, per tant, estadis sinó simplement desplaçaments en l'espai i el temps.

## Involució
La teoria que la societat progressa no ha estat sempre la predominant. En totes les èpoques, hi ha hagut pensadors que consideren que la societat pateix un període d'involució (especialment en el camp moral i cultural) respecte a una edat d'or anterior. Així, en el Renaixement es considerava que l'edat mitjana havia estat una època fosca de declivi des de l'esplendor clàssica que encara perdurava. El cristianisme considerava que la Terra estava en un perpetu estat de patiment des de la sortida del paradís pel pecat original. Els antics grecs pensaven que després d'un període ideal l'ésser humà es trobava en un període de declivi, segons formula la teoria de les edats humanes, present en diverses mitologies.
Altres corrents consideren que tota societat pateix una evolució i una involució (si no acaba bruscament amb un col·lapse societal), en analogia amb la vida: un ésser neix, creix, es reprodueix i mor, i igualment un grup humà apareix, es desenvolupa, s'expandeix i acaba per involucionar. Aquest símil és recurrent des de l'antiguitat i es troba exposat en els escrits d'Ibn Khaldun. La teoria Gaia ha expandit aquesta analogia a tot el planeta i no solament a les comunitats humanes.
El neoconservadorisme també postula que el període actual està corromput, per la qual cosa cal tornar als valors tradicionals, identificats sovints amb les essències de la pàtria. Cada país té un període històric d'esplendor i quan s'abandonen els ideals que el sostenen, entra en decadència.